# 蓋茨維爾 (北卡羅萊納州)
蓋茨維爾（英語：Gatesville）是一個位於美國北卡羅萊納州蓋茨縣的城鎮。同時該地也是蓋茨縣的縣治。

## 人口
根據2020年美國人口普查的數據，蓋茨維爾的面積為1.05平方千米，皆為陸地。當地共有人口267人，而人口密度為每平方千米254人。